# Expositurkirche Kalkstein

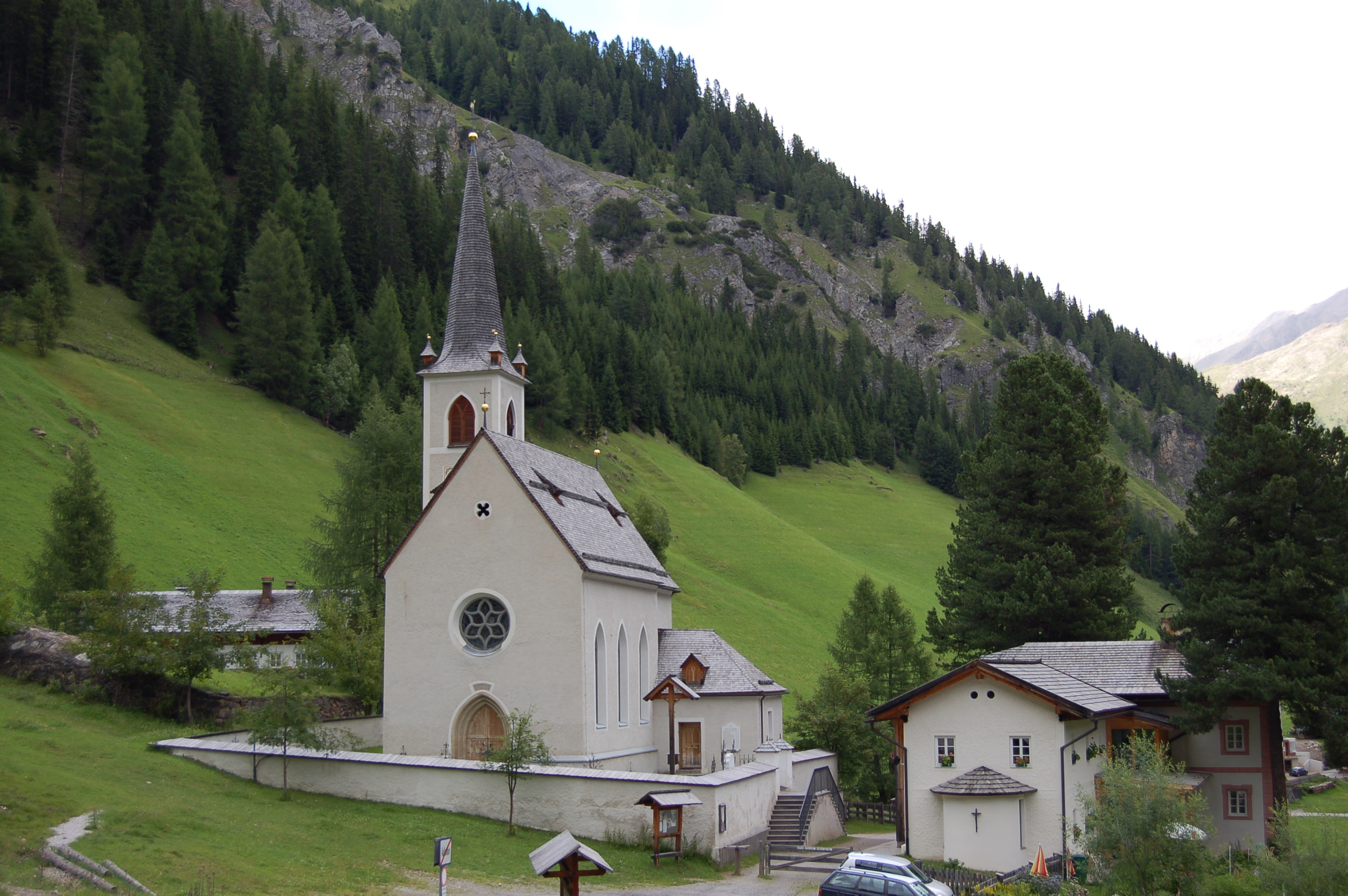
Katholische Expositurkirche Maria Schnee in Kalkstein

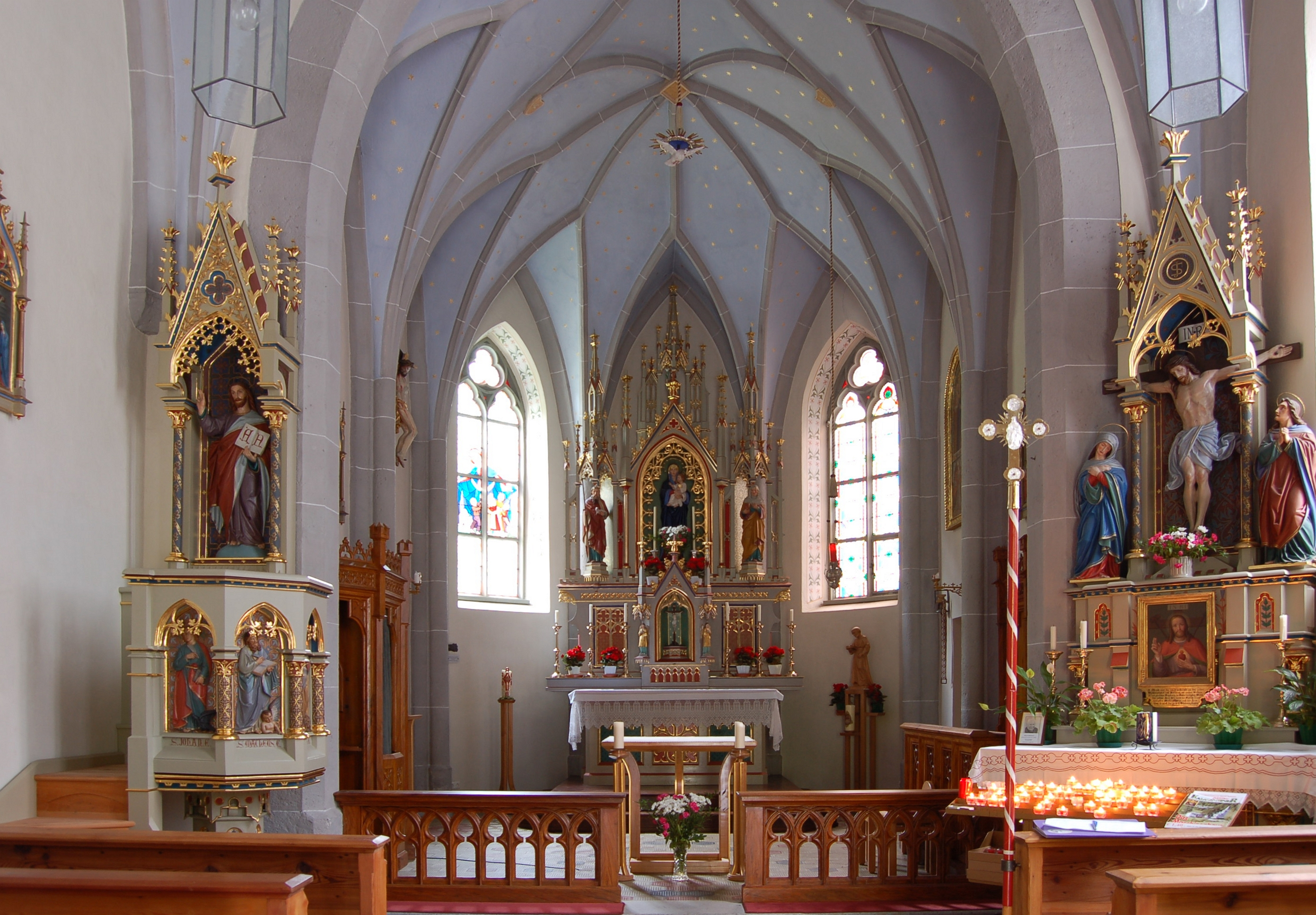
Langhaus, Blick zum Chor

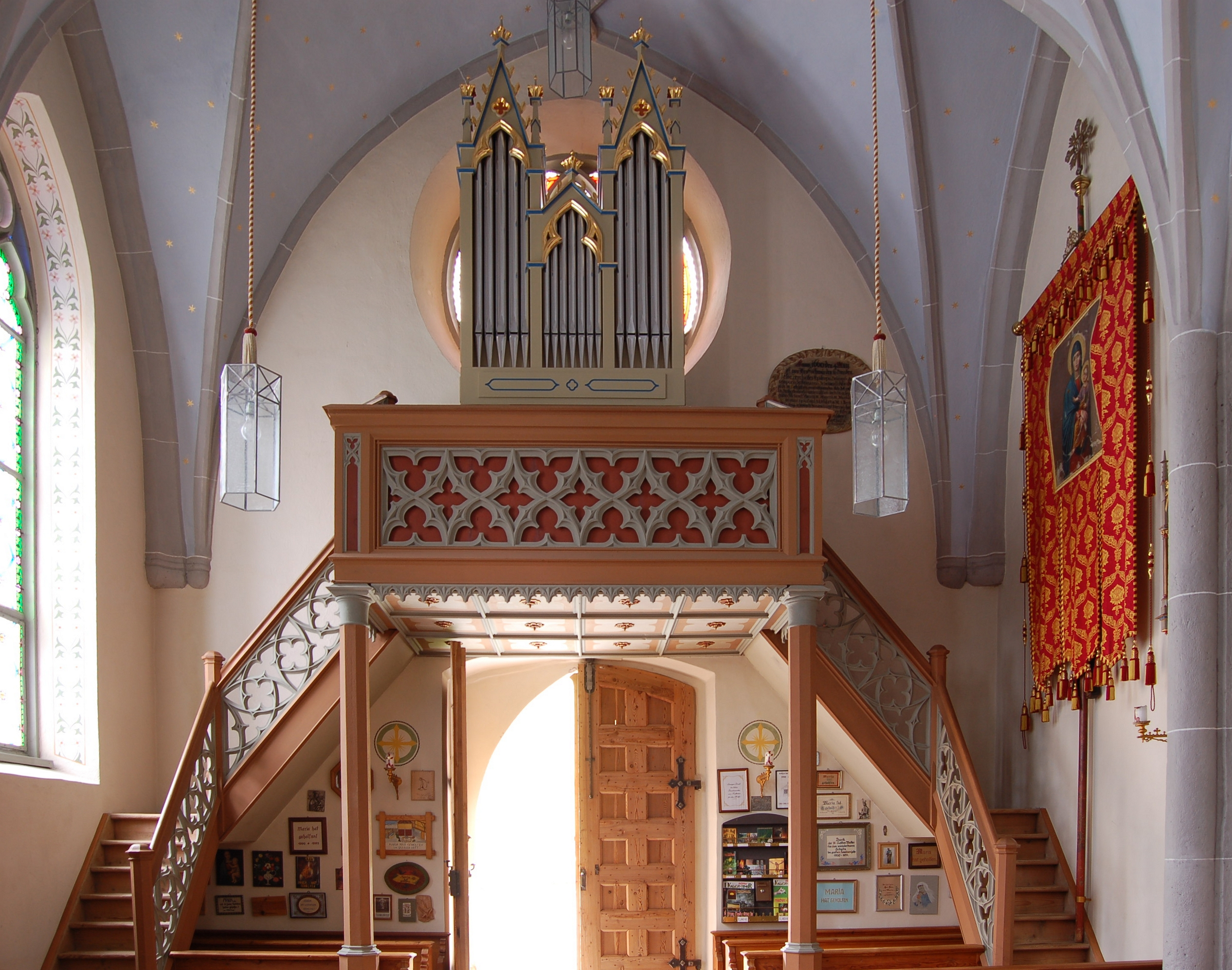
Langhaus, Blick zur Orgelempore

Die römisch-katholische Expositurkirche Kalkstein steht in einer leicht ansteigenden und verhältnismäßig freier Lage in der Ortschaft Kalkstein der Gemeinde Innervillgraten im Bezirk Lienz im Bundesland Tirol. Die dem Patrozinium Maria Schnee unterstellte Expositurkirche gehört zum Dekanat Sillian in der Diözese Innsbruck. Die Kirche steht unter Denkmalschutz (Listeneintrag).

## Geschichte
Nach einem Gelöbnis für einen Kapellenbau 1634 wurde 1660 eine Kapelle geweiht. Ab 1868 erfolgte unter Einbeziehung der Kapelle nach den Plänen des Architekten Johann Neuner die Erweiterung zu einer Kirche, welche 1875 geweiht wurde. Der Turm wurde um 1910 erbaut. 1959 war eine Restaurierung.
Die Wallfahrtskirche von regionaler Bedeutung wurde 1843 zur Expositurkirche erhoben.

## Architektur
Die Kirche unter einem steilen Satteldach mit einem schlichten Langhaus und einem abgesetzten polygonalen Chor hat einen umlaufenden Sockel teils von der alten Kapelle ausgehend. Das Portal nennt die Jahreszahl 1868. Der Turm nördlich am Chor hat spitzbogige Schallfenster, er trägt einen Spitzhelm mit vier Türmchen am Ansatz der vier Ecken.
Das Kircheninnere mit einem gotischen Eindruck zeigt ein einschiffiges dreijochiges Langhaus mit einem einfachen Sternrippengewölbe auf Wanddiensten als Dreiviertelsäulen. Die Empore ist ein Holzbau. Der Triumphbogen ist spitzbogig. Der eingezogene zweijochige Chor hat einen Dreiachtelschluss und ein Gewölbe auf Diensten und runde Schlusssteine und quadratische Spitzbogenfenster.

## Ausstattung
Der Hochaltar aus dem 17. Jahrhundert wurde aus St. Quirin in Sellrain hierher übertragen, er hat einen einfachen Säulenaufbau mit gesprengtem Giebel mit einem Aufsatz, er trägt die seitlichen Figuren der Heiligen Silvester und Martin und trägt anstelle des Altarbildes die Statue Maria mit Kind vom Bildhauer Ploner um 1870 und ebenso die kleinen Figuren der Heiligen Joachim und Anna auf der Mensa.
Der Seitenaltar mit Kreuz und nazarenischen Assistenzfiguren um 1870 ist eine Grödner Arbeit. Im Langhaus befindet sich das eigentliche Gnadenbild Maria mit Kind aus der Mitte des 17. Jahrhunderts als Dreiviertelfigur und von Engeln bekrönt, Engel halten dieses Bild vor der Landschaft von Kalkstein mit einer Darstellung der alten Kapelle.
Eine Glocke nennt Josef Graßmayr 1730.